# Getuigenheuvel

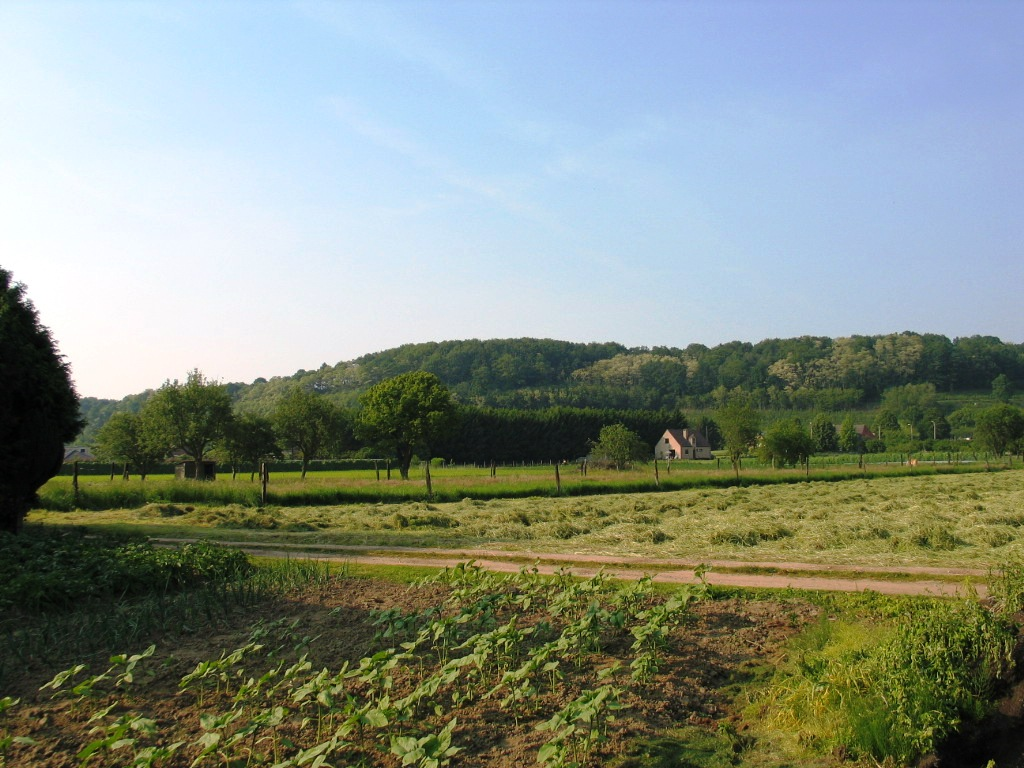
De Wijngaardberg in Wezemaal in Vlaams-Brabant, de getuige dat dit gebied ooit een zandafzetting op de Miocene zeebodem was.

Een getuigenheuvel, getuigenberg of diestiaanheuvel, is een min of meer geïsoleerde, erosiebestendige heuvel of heuvelcomplex in een verder relatief vlak landschap. 
De erosiebestendige grondlaag die zich in de heuvel bevindt is daarbij een aanduiding ('getuige') voor een sedimentafzetting die ooit over het hele landschap lag, maar nadien door erosie versnipperd werd. 
Het begrip getuigenheuvel is, gezien zijn geologische geschiedenis, vooral bekend in Vlaanderen. In Nederland komen nagenoeg geen getuigenheuvels voor.

## Ontstaan

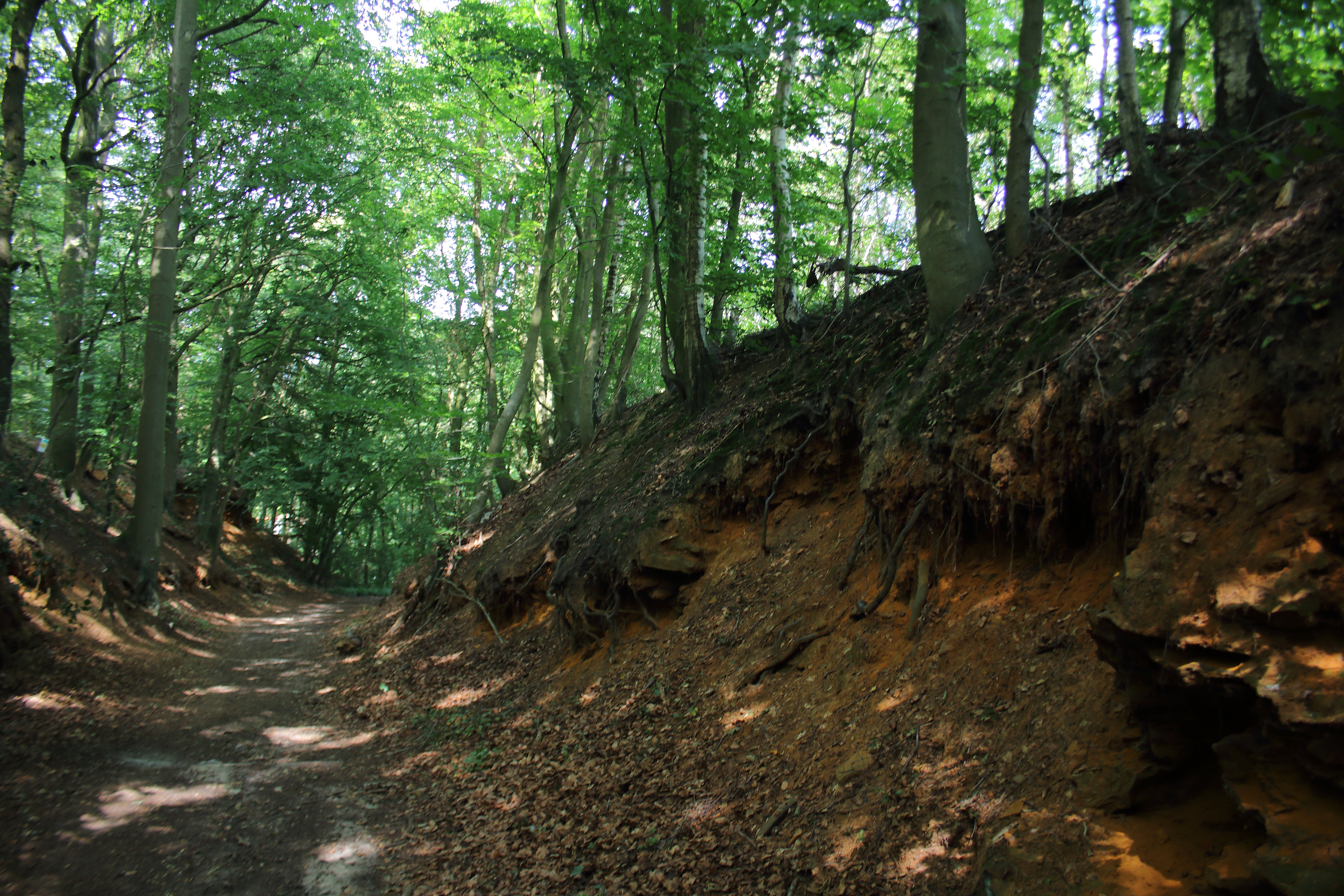
Dagzomende ijzerzandsteen op de Pottelberg

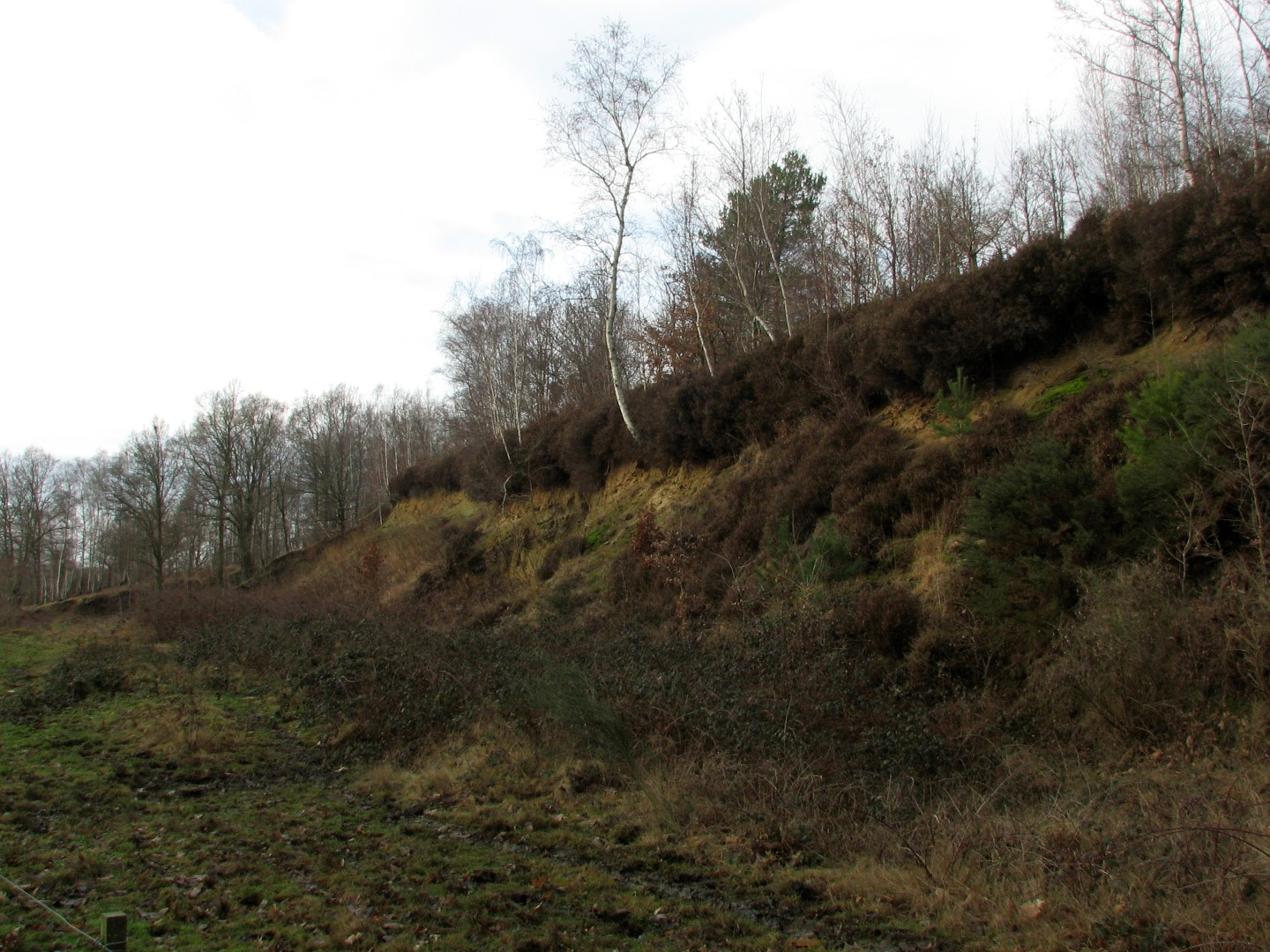
Afgegraven getuigenheuvel bij Rotselaar

Terwijl riviererosie de minder resistente materialen afvoerde naar zee, bleven van nature uit resistentere grondlagen overeind staan in het landschap. Deze resistentie kan verschillende oorzaken hebben: de aanwezigheid van een kleilaag, een silexlaag, een kalkzandsteenbank of limonietconcreties. De eerste drie voorbeelden werden als dusdanig gevormd tijdens hun geologische afzetting, het laatste voorbeeld betreft een verkitting die plaatsvond tijdens blootstelling aan weer en wind, terwijl naburige sedimenten werden geërodeerd. Omdat sommige zandlagen meer permeabel (meer doordringbaar) waren, drong regenwater aldaar eerder in de ondergrond. Het regenwater reageerde vervolgens met het glauconiet dat reeds in het zand aanwezig was en vormde limoniet. Zo ontstonden ijzerzandsteenzones, die meer weerstand boden aan erosie dan het niet-aaneengekitte zand.

## Regionale verschillen
Afhankelijk van de plaats bevindt zich een andere geologische laag in de top van de getuigenheuvels. 
De belangrijkste Vlaamse getuigenheuvels bevatten aan de top een mariene gelimonitiseerde zandlaag, de Miocene Formatie van Diest. Deze getuigenheuvels liggen min of meer in onderstaande rij:
- Cassel in Noord-Frankrijk
- Heuvelland (Kemmelberg en naburige heuvels)
- Hoofdkam Vlaamse Ardennen (van Kluisberg over Pottelberg tot de Oudenberg)
- Hoofdkam Pajottenland (Bosberg tot Kesterberg)
- Hageland[1]

Een alternatieve theorie plaatst de zanden ten westen van Geraardsbergen (Oudenberg) in een andere geologische eenheid, de Vlaamse Heuvelzanden. Vooralsnog wordt deze hypothese echter niet gevolgd door de Belgische Nationale Commissie voor Stratigrafie.
Ten noorden van de hierboven beschreven lijn komen in de Vlaamse Ardennen nog andere getuigenheuvels voor. Zij zijn opgebouwd uit een zandlaag uit het Eoceen, de Formatie van Lede.
De heuveltoppen tussen Brussel en Leuven behoren dan weer tot de Eocene zanden van de Formatie van Brussel.
Enkele andere, minder in het oog springende, Vlaamse getuigenheuvels worden gevormd door Eocene kleien (Centraal-West-Vlaanderen en het noorden de Vlaamse Ardennen), Oligocene zanden (Centraal-Limburg) of Pliocene zanden (heuvels rondom Heist-op-den-Berg).

## Voorbeelden

### België

#### West-Vlaanderen

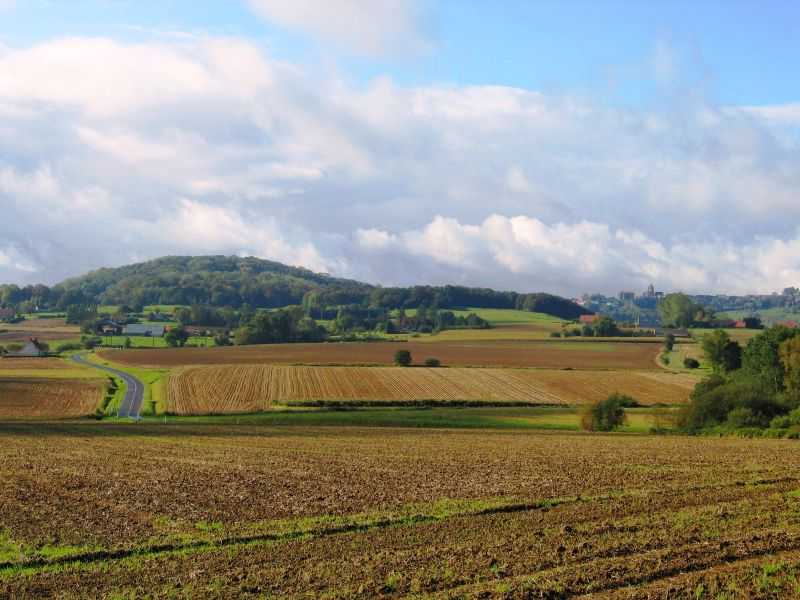
De Wouwen- of Recollettenberg, Kassel rechts

- Zwarteberg, 152 meter.
- Rodeberg, 129 meter.
- Kemmelberg, 156 meter.
- Scherpenberg, 125 meter.

#### Oost-Vlaanderen
- Kluisberg, 141 meter.
- Hotondberg, 150 meter.
- Muziekberg, 148 meter.
- Oudenberg, 110 meter.

#### Vlaams-Brabant
- Kesselberg in Kessel-Lo (Leuven)
- Chartreuzenberg in Holsbeek
- Beninksberg en Wijngaardberg in Wezemaal (Rotselaar)
- Middelberg en Heikantberg in Rotselaar
- Haksberg in Rillaar
- Middelborg (Konijnenberg) in Rillaar
- Voortberg in Testelt
- Konijnenberg in Aarschot
- Waaiberg in Aarschot
- Balenberg in Baal
- Vinkenberg in Kaggevinne
- Grasbos in Molenstede
- Kesterheide in Kester (Gooik), 112 meter.
- Warandepark (Diest) in Diest

#### Limburg[4]

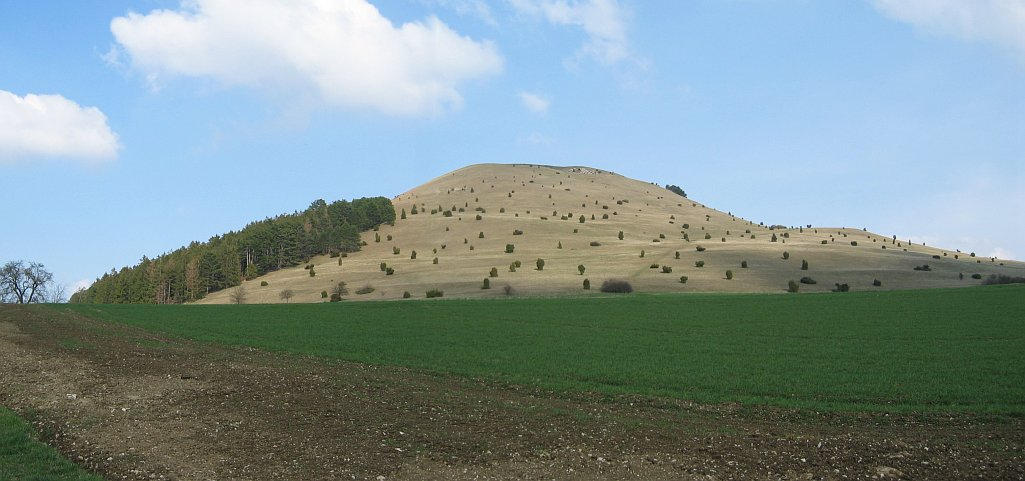
Ipf is een 668 meter hoge getuigenheuvel in Bopfingen te Duitsland

- Bolderberg (60 meter) in Bolderberg
- Willekensberg (circa 60 meter) in Lummen
- Kluisberg en Mettenberg in Loksbergen
- Kolenberg en Kolenberg-Sint-Jansberg in Zelem[5][6]
- Sacramentsberg in Viversel
- Klitsberg en Busselenberg in Paal
- Rodenberg en Houterenberg in Engsbergen
- Wetsberg en Baalberg in Tessenderlo
- Hertenrodeberg Meldert
- Kepkensberg Ham

#### Antwerpen
- Heistse Berg (48 meter) in Heist-op-den-Berg
- Beerzelberg (circa 52 meter) in Beerzel
- Ixenheuvel (circa 30 meter) in Putte

#### Henegouwen
- Hoppeberg, 148 meter.
- Pottelberg, 157 meter.
- Rhodesberg, 153 meter, intussen voor een groot deel afgegraven.
- Mont-Saint-Aubert, 147 meter.

### Nederland
- Kraaijenberg

### Frankrijk
- Kasselberg, 176 meter.
- Wouwenberg, 161 meter.
- Pevelenberg, 107 meter.

### Duitsland
- Drei Kaiserberge:
  - Stuifen, 757 meter.
  - Rechberg, 707 meter.
  - Hohenstaufen, 684 meter.
- Ipf, 668 meter.
- Lousberg, 264 meter.